# Việt Nam tại Cúp bóng đá châu Á
Các đội tuyển bóng đá quốc gia từ Việt Nam đã từng tham dự năm kỳ Cúp bóng đá châu Á trong lịch sử:
- Năm 1956, 1960 là đội tuyển Việt Nam Cộng hòa (đại diện cho Quốc gia Việt Nam và Việt Nam Cộng hòa)
- Năm 2007, 2019 và 2023 là đội tuyển Việt Nam (đại diện cho Cộng hòa Xã hội chủ nghĩa Việt Nam)

Cho đến trước khi sụp đổ vào năm 1975, đội tuyển Việt Nam Cộng hòa dự hai mùa đầu tiên của giải đấu vào năm 1956 và 1960. Thành tích của đội đều là vị trí thứ tư. Trong khi đó đội tuyển Việt Nam Dân chủ Cộng hòa không tham dự lần nào. Sau đó do vấn đề chiến tranh, cô lập quốc tế từ năm 1975 cho đến năm 1991, Việt Nam không tham dự bất kỳ giải bóng đá châu Á cấp quốc gia nào. Phải đến năm 2007, Việt Nam mới có thể quay trở lại giải đấu khi là đồng chủ nhà cùng Indonesia, Malaysia và Thái Lan.

## Việt Nam Cộng hòa

### Asian Cup 1956
| Đội               | Tr | T | H | B | BT | BB | HS | Đ |
| ----------------- | -- | - | - | - | -- | -- | -- | - |
| Hàn Quốc          | 3  | 2 | 1 | 0 | 9  | 6  | +3 | 5 |
| Israel            | 3  | 2 | 0 | 1 | 6  | 5  | +1 | 4 |
| Hồng Kông         | 3  | 0 | 2 | 1 | 6  | 7  | −1 | 2 |
| Việt Nam Cộng hòa | 3  | 0 | 1 | 2 | 6  | 9  | −3 | 1 |

| Việt Nam Cộng hòa                  | 2–2 | Hồng Kông                                  |
| ---------------------------------- | --- | ------------------------------------------ |
| Trần Văn Tổng 30' · Lê Hữu Đức 64' |     | Chu Wing Wah 59' (ph.đ.) · Lau Chi Lam 79' |

| Israel            | 2–1 | Việt Nam Cộng hòa |
| ----------------- | --- | ----------------- |
| Stelmach 14', 27' |     | Trần Văn Tổng 58' |

| Hàn Quốc                                                                    | 5–3 | Việt Nam Cộng hòa                      |
| --------------------------------------------------------------------------- | --- | -------------------------------------- |
| Sung Nak-Woon 5' · Woo Sang-Kwon 41' (ph.đ.), 58' · Choi Chung-Min 57', 66' |     | Trải Văn Đào 20' · Lê Hữu Đức 51', 63' |

### Asian Cup 1960
| Đội               | Số trận | Thắng | Hòa | Thua | Bàn thắng | Bàn thua | Hiệu số | Điểm |
| ----------------- | ------- | ----- | --- | ---- | --------- | -------- | ------- | ---- |
| Hàn Quốc          | 3       | 3     | 0   | 0    | 9         | 1        | +8      | 6    |
| Israel            | 3       | 2     | 0   | 1    | 6         | 4        | +2      | 4    |
| Đài Loan          | 3       | 1     | 0   | 2    | 2         | 2        | 0       | 2    |
| Việt Nam Cộng hòa | 3       | 0     | 0   | 3    | 2         | 12       | −10     | 0    |

| Hàn Quốc                                                                          | 5–1 | Việt Nam Cộng hòa |
| --------------------------------------------------------------------------------- | --- | ----------------- |
| Cho Yoon-Ok 15', 71' · Woo Sang-Kwon 27' · Choi Chung-Min 47' · Moon Jung-Sik 56' |     | Nguyễn Văn Tu 70' |

| Đài Loan | 2–0 | Việt Nam Cộng hòa |
| -------- | --- | ----------------- |
|          |     |                   |

| Việt Nam Cộng hòa          | 1–5 | Israel                                                                  |
| -------------------------- | --- | ----------------------------------------------------------------------- |
| Trần Văn Nhung 68' (ph.đ.) |     | R. Levi 13' · Stelmach 18' · S. Levi 25' · Menchel 32' · Aharoniski 70' |

## Việt Nam (Cộng hòa Xã hội chủ nghĩa Việt Nam)

### Asian Cup 2007

#### Vòng bảng
| Đội      | Số trận | Thắng | Hoà | Thua | Bàn thắng | Bàn thua | Hiệu số | Điểm |
| -------- | ------- | ----- | --- | ---- | --------- | -------- | ------- | ---- |
| Nhật Bản | 3       | 2     | 1   | 0    | 8         | 3        | +5      | 7    |
| Việt Nam | 3       | 1     | 1   | 1    | 4         | 5        | −1      | 4    |
| UAE      | 3       | 1     | 0   | 2    | 3         | 6        | −3      | 3    |
| Qatar    | 3       | 0     | 2   | 1    | 3         | 4        | −1      | 2    |

| Việt Nam                                 | 2–0 | UAE |
| ---------------------------------------- | --- | --- |
| Huỳnh Quang Thanh 64' · Lê Công Vinh 73' |     |     |

| Qatar       | 1–1      | Việt Nam            |
| ----------- | -------- | ------------------- |
| Quitana 79' | Chi tiết | Phan Thanh Bình 32' |

| Việt Nam         | 1–4      | Nhật Bản                                |
| ---------------- | -------- | --------------------------------------- |
| Suzuki 7' (l.n.) | Chi tiết | Maki 12', 60' · Endō 31' · Nakamura 53' |

#### Tứ kết
| Iraq            | 2–0      | Việt Nam |
| --------------- | -------- | -------- |
| Mahmoud 2', 65' | Chi tiết |          |

### Asian Cup 2019

#### Vòng bảng
| VT | Đội      | ST | T | H | B | BT | BB | HS  | Đ | Giành quyền tham dự                     |
| -- | -------- | -- | - | - | - | -- | -- | --- | - | --------------------------------------- |
| 1  | Iran     | 3  | 2 | 1 | 0 | 7  | 0  | +7  | 7 | Giành quyền vào vòng đấu loại trực tiếp |
| 2  | Iraq     | 3  | 2 | 1 | 0 | 6  | 2  | +4  | 7 | Giành quyền vào vòng đấu loại trực tiếp |
| 3  | Việt Nam | 3  | 1 | 0 | 2 | 4  | 5  | −1  | 3 | Giành quyền vào vòng đấu loại trực tiếp |
| 4  | Yemen    | 3  | 0 | 0 | 3 | 0  | 10 | −10 | 0 |                                         |

| Iraq | 3–2      | Việt Nam |
| ---- | -------- | -------- |
|      | Chi tiết |          |

| Việt Nam | 0–2      | Iran |
| -------- | -------- | ---- |
|          | Chi tiết |      |

| Việt Nam | 2–0      | Yemen |
| -------- | -------- | ----- |
|          | Chi tiết |       |

#### Vòng 1/16
| Jordan | 1–1      | Việt Nam |
| ------ | -------- | -------- |
|        | Chi tiết |          |

#### Tứ kết
| Việt Nam | 0–1      | Nhật Bản |
| -------- | -------- | -------- |
|          | Chi tiết |          |

### Asian Cup 2023

#### Vòng bảng
| VT | Đội       | ST | T | H | B | BT | BB | HS | Đ | Giành quyền tham dự                 |
| -- | --------- | -- | - | - | - | -- | -- | -- | - | ----------------------------------- |
| 1  | Iraq      | 3  | 3 | 0 | 0 | 8  | 4  | +4 | 9 | Đi tiếp vào vòng đấu loại trực tiếp |
| 2  | Nhật Bản  | 3  | 2 | 0 | 1 | 8  | 5  | +3 | 6 | Đi tiếp vào vòng đấu loại trực tiếp |
| 3  | Indonesia | 3  | 1 | 0 | 2 | 3  | 6  | −3 | 3 | Đi tiếp vào vòng đấu loại trực tiếp |
| 4  | Việt Nam  | 3  | 0 | 0 | 3 | 4  | 8  | −4 | 0 |                                     |

| Nhật Bản                                        | 4–2      | Việt Nam                                  |
| ----------------------------------------------- | -------- | ----------------------------------------- |
| - Minamino 11', 45' - Nakamura 45+4' - Ueda 85' | Chi tiết | - Nguyễn Đình Bắc 16' - Phạm Tuấn Hải 33' |

| Việt Nam | 0–1      | Indonesia        |
| -------- | -------- | ---------------- |
|          | Chi tiết | - Asnawi 42' (p) |

| Iraq                                   | 3–2      | Việt Nam                                          |
| -------------------------------------- | -------- | ------------------------------------------------- |
| - Sulaka 47' - Hussein 73', 90+12' (p) | Chi tiết | - Bùi Hoàng Việt Anh 42' - Nguyễn Quang Hải 90+1' |

## Thành tích
Việt Nam Cộng hòa
| Vòng chung kết | Vòng chung kết           | Vòng chung kết           | Vòng chung kết           | Vòng chung kết           | Vòng chung kết           | Vòng chung kết           | Vòng chung kết           |               | Vòng loại     | Vòng loại     | Vòng loại     | Vòng loại     | Vòng loại     | Vòng loại |
| Năm            | Thành tích               | St                       | T                        | H                        | B                        | Bt                       | Bb                       | St            | T             | H             | B             | Bt            | Bb            |           |
| -------------- | ------------------------ | ------------------------ | ------------------------ | ------------------------ | ------------------------ | ------------------------ | ------------------------ | ------------- | ------------- | ------------- | ------------- | ------------- | ------------- | --------- |
| 1956           | Hạng tư                  | 3                        | 0                        | 1                        | 2                        | 7                        | 9                        | 2             | 1             | 1             | 0             | 7             | 3             |           |
| 1960           | Hạng tư                  | 3                        | 0                        | 0                        | 3                        | 2                        | 12                       | 2             | 2             | 0             | 0             | 5             | 1             |           |
| 1964           | Không vượt qua vòng loại | Không vượt qua vòng loại | Không vượt qua vòng loại | Không vượt qua vòng loại | Không vượt qua vòng loại | Không vượt qua vòng loại | Không vượt qua vòng loại | 3             | 2             | 0             | 1             | 9             | 7             |           |
| 1968           | Không vượt qua vòng loại | Không vượt qua vòng loại | Không vượt qua vòng loại | Không vượt qua vòng loại | Không vượt qua vòng loại | Không vượt qua vòng loại | Không vượt qua vòng loại | 4             | 2             | 0             | 2             | 4             | 4             |           |
| 1972           | Không tham dự            | Không tham dự            | Không tham dự            | Không tham dự            | Không tham dự            | Không tham dự            | Không tham dự            | Không tham dự | Không tham dự | Không tham dự | Không tham dự | Không tham dự | Không tham dự |           |
| 1976           | Không vượt qua vòng loại | Không vượt qua vòng loại | Không vượt qua vòng loại | Không vượt qua vòng loại | Không vượt qua vòng loại | Không vượt qua vòng loại | Không vượt qua vòng loại | 4             | 0             | 0             | 4             | 1             | 10            |           |
| Tổng cộng      | Tốt nhất: Hạng tư        | 6                        | 1                        | 0                        | 5                        | 9                        | 21                       | 15            | 7             | 1             | 7             | 26            | 25            |           |

Việt Nam
| Vòng chung kết | Vòng chung kết                            | Vòng chung kết                            | Vòng chung kết                            | Vòng chung kết                            | Vòng chung kết                            | Vòng chung kết                            | Vòng chung kết                            |                                           | Vòng loại                                 | Vòng loại                                 | Vòng loại                                 | Vòng loại                                 | Vòng loại                                 | Vòng loại |
| Năm            | Kết quả                                   | St                                        | T                                         | H                                         | B                                         | Bt                                        | Bb                                        | St                                        | T                                         | H                                         | B                                         | Bt                                        | Bb                                        |           |
| -------------- | ----------------------------------------- | ----------------------------------------- | ----------------------------------------- | ----------------------------------------- | ----------------------------------------- | ----------------------------------------- | ----------------------------------------- | ----------------------------------------- | ----------------------------------------- | ----------------------------------------- | ----------------------------------------- | ----------------------------------------- | ----------------------------------------- | --------- |
| 1956           | Không tham dự vì chưa thống nhất đất nước | Không tham dự vì chưa thống nhất đất nước | Không tham dự vì chưa thống nhất đất nước | Không tham dự vì chưa thống nhất đất nước | Không tham dự vì chưa thống nhất đất nước | Không tham dự vì chưa thống nhất đất nước | Không tham dự vì chưa thống nhất đất nước | Không tham dự vì chưa thống nhất đất nước | Không tham dự vì chưa thống nhất đất nước | Không tham dự vì chưa thống nhất đất nước | Không tham dự vì chưa thống nhất đất nước | Không tham dự vì chưa thống nhất đất nước | Không tham dự vì chưa thống nhất đất nước |           |
| 1960           | Không tham dự vì chưa thống nhất đất nước | Không tham dự vì chưa thống nhất đất nước | Không tham dự vì chưa thống nhất đất nước | Không tham dự vì chưa thống nhất đất nước | Không tham dự vì chưa thống nhất đất nước | Không tham dự vì chưa thống nhất đất nước | Không tham dự vì chưa thống nhất đất nước | Không tham dự vì chưa thống nhất đất nước | Không tham dự vì chưa thống nhất đất nước | Không tham dự vì chưa thống nhất đất nước | Không tham dự vì chưa thống nhất đất nước | Không tham dự vì chưa thống nhất đất nước | Không tham dự vì chưa thống nhất đất nước |           |
| 1964           | Không tham dự vì chưa thống nhất đất nước | Không tham dự vì chưa thống nhất đất nước | Không tham dự vì chưa thống nhất đất nước | Không tham dự vì chưa thống nhất đất nước | Không tham dự vì chưa thống nhất đất nước | Không tham dự vì chưa thống nhất đất nước | Không tham dự vì chưa thống nhất đất nước | Không tham dự vì chưa thống nhất đất nước | Không tham dự vì chưa thống nhất đất nước | Không tham dự vì chưa thống nhất đất nước | Không tham dự vì chưa thống nhất đất nước | Không tham dự vì chưa thống nhất đất nước | Không tham dự vì chưa thống nhất đất nước |           |
| 1968           | Không tham dự vì chưa thống nhất đất nước | Không tham dự vì chưa thống nhất đất nước | Không tham dự vì chưa thống nhất đất nước | Không tham dự vì chưa thống nhất đất nước | Không tham dự vì chưa thống nhất đất nước | Không tham dự vì chưa thống nhất đất nước | Không tham dự vì chưa thống nhất đất nước | Không tham dự vì chưa thống nhất đất nước | Không tham dự vì chưa thống nhất đất nước | Không tham dự vì chưa thống nhất đất nước | Không tham dự vì chưa thống nhất đất nước | Không tham dự vì chưa thống nhất đất nước | Không tham dự vì chưa thống nhất đất nước |           |
| 1972           | Không tham dự vì chưa thống nhất đất nước | Không tham dự vì chưa thống nhất đất nước | Không tham dự vì chưa thống nhất đất nước | Không tham dự vì chưa thống nhất đất nước | Không tham dự vì chưa thống nhất đất nước | Không tham dự vì chưa thống nhất đất nước | Không tham dự vì chưa thống nhất đất nước | Không tham dự vì chưa thống nhất đất nước | Không tham dự vì chưa thống nhất đất nước | Không tham dự vì chưa thống nhất đất nước | Không tham dự vì chưa thống nhất đất nước | Không tham dự vì chưa thống nhất đất nước | Không tham dự vì chưa thống nhất đất nước |           |
| 1976           | Không tham dự                             | Không tham dự                             | Không tham dự                             | Không tham dự                             | Không tham dự                             | Không tham dự                             | Không tham dự                             | Không tham dự                             | Không tham dự                             | Không tham dự                             | Không tham dự                             | Không tham dự                             | Không tham dự                             |           |
| 1980           | Không tham dự                             | Không tham dự                             | Không tham dự                             | Không tham dự                             | Không tham dự                             | Không tham dự                             | Không tham dự                             | Không tham dự                             | Không tham dự                             | Không tham dự                             | Không tham dự                             | Không tham dự                             | Không tham dự                             |           |
| 1984           | Không tham dự                             | Không tham dự                             | Không tham dự                             | Không tham dự                             | Không tham dự                             | Không tham dự                             | Không tham dự                             | Không tham dự                             | Không tham dự                             | Không tham dự                             | Không tham dự                             | Không tham dự                             | Không tham dự                             |           |
| 1988           | Không tham dự                             | Không tham dự                             | Không tham dự                             | Không tham dự                             | Không tham dự                             | Không tham dự                             | Không tham dự                             | Không tham dự                             | Không tham dự                             | Không tham dự                             | Không tham dự                             | Không tham dự                             | Không tham dự                             |           |
| 1992           | Không tham dự                             | Không tham dự                             | Không tham dự                             | Không tham dự                             | Không tham dự                             | Không tham dự                             | Không tham dự                             | Không tham dự                             | Không tham dự                             | Không tham dự                             | Không tham dự                             | Không tham dự                             | Không tham dự                             |           |
| 1996           | Không vượt qua vòng loại                  | Không vượt qua vòng loại                  | Không vượt qua vòng loại                  | Không vượt qua vòng loại                  | Không vượt qua vòng loại                  | Không vượt qua vòng loại                  | Không vượt qua vòng loại                  | 3                                         | 2                                         | 0                                         | 1                                         | 13                                        | 5                                         |           |
| 2000           | Không vượt qua vòng loại                  | Không vượt qua vòng loại                  | Không vượt qua vòng loại                  | Không vượt qua vòng loại                  | Không vượt qua vòng loại                  | Không vượt qua vòng loại                  | Không vượt qua vòng loại                  | 3                                         | 2                                         | 0                                         | 1                                         | 14                                        | 2                                         |           |
| 2004           | Không vượt qua vòng loại                  | Không vượt qua vòng loại                  | Không vượt qua vòng loại                  | Không vượt qua vòng loại                  | Không vượt qua vòng loại                  | Không vượt qua vòng loại                  | Không vượt qua vòng loại                  | 6                                         | 3                                         | 0                                         | 3                                         | 8                                         | 13                                        |           |
| 2007           | Tứ kết                                    | 4                                         | 1                                         | 1                                         | 2                                         | 4                                         | 7                                         | Chủ nhà                                   | Chủ nhà                                   | Chủ nhà                                   | Chủ nhà                                   | Chủ nhà                                   | Chủ nhà                                   |           |
| 2011           | Không vượt qua vòng loại                  | Không vượt qua vòng loại                  | Không vượt qua vòng loại                  | Không vượt qua vòng loại                  | Không vượt qua vòng loại                  | Không vượt qua vòng loại                  | Không vượt qua vòng loại                  | 6                                         | 1                                         | 2                                         | 3                                         | 6                                         | 11                                        |           |
| 2015           | Không vượt qua vòng loại                  | Không vượt qua vòng loại                  | Không vượt qua vòng loại                  | Không vượt qua vòng loại                  | Không vượt qua vòng loại                  | Không vượt qua vòng loại                  | Không vượt qua vòng loại                  | 6                                         | 1                                         | 0                                         | 5                                         | 5                                         | 15                                        |           |
| 2019           | Tứ kết                                    | 5                                         | 1                                         | 1                                         | 3                                         | 5                                         | 7                                         | 5                                         | 2                                         | 3                                         | 0                                         | 8                                         | 2                                         |           |
| 2023           | Vòng Bảng                                 | 3                                         | 0                                         | 0                                         | 3                                         | 4                                         | 8                                         | 8                                         | 5                                         | 2                                         | 1                                         | 13                                        | 5                                         |           |
| Tổng cộng      | Tốt nhất: Tứ kết                          | 9                                         | 2                                         | 2                                         | 5                                         | 9                                         | 14                                        | 29                                        | 11                                        | 5                                         | 13                                        | 54                                        | 48                                        |           |